# فياتشيسلاف كارافاييف
فياتشيسلاف كارافاييف (بالروسية: Вячеслав Сергеевич Караваев)‏ هو لاعب كرة قدم روسي في مركز الدفاع، ولد في 20 مايو 1995 في موسكو في روسيا. شارك مع منتخب روسيا تحت 16 سنة لكرة القدم ‏ ومنتخب روسيا تحت 17 سنة لكرة القدم ومنتخب روسيا تحت 19 سنة لكرة القدم ومنتخب روسيا تحت 21 سنة لكرة القدم. أما مع النوادي، فقد لعب مع سيسكا موسكو ونادي يابلونتس.

## وصلات خارجية
- فياتشيسلاف كارافاييف على موقع الاتحاد الدولي (مؤرشف)  (الإنجليزية)
- فياتشيسلاف كارافاييف على موقع الاتحاد الأوربي (الإنجليزية)
- فياتشيسلاف كارافاييف على موقع قاعدة بيانات كرة القدم.إي يو (الإنجليزية)
- فياتشيسلاف كارافاييف على موقع ناشيونال فوتبول تيمز (الإنجليزية)
- فياتشيسلاف كارافاييف على موقع Soccerway.com (الإنجليزية)
- فياتشيسلاف كارافاييف على موقع عالم كرة القدم.نت (الإنجليزية)